# Santa Maria del Soleràs
Santa Maria del Soleràs o Mare de Déu d'Esplans és una església del Soleràs (Garrigues) inclosa a l'Inventari del Patrimoni Arquitectònic de Catalunya.

## Descripció
És un edifici de caràcter religiós construït el 1954, fet per la santa missió coincidint amb un any marià. És de planta rectangular amb una coberta interior allindada amb dues bigues de fusta. Els murs de pedra han estat arrebossats i policromats; a l'exterior també hi ha rajoles. Trobem algunes finestres laterals d'arc ogival, com l'entrada, força austera. Només té un òcul petit sobre l'arc. El més destacat és potser el remat d'aquesta façana, de forma esglaonada amb una obertura apuntada per a la campana. La coberta és a dues aigües de teula àrab; a la zona de l'absis hi ha una petita espadanya.

## Història
A banda i banda de la portada hi trobem dues inscripcions que especifiquen que fou feta entre el 15 i el 26 de setembre de 1954.